# Odie
Odie est un personnage canin de la bande dessinée Garfield, qui met en scène les aventures très casanières d'un gros chat fainéant, gourmand, capricieux, égocentrique et tyrannique. 

## Description

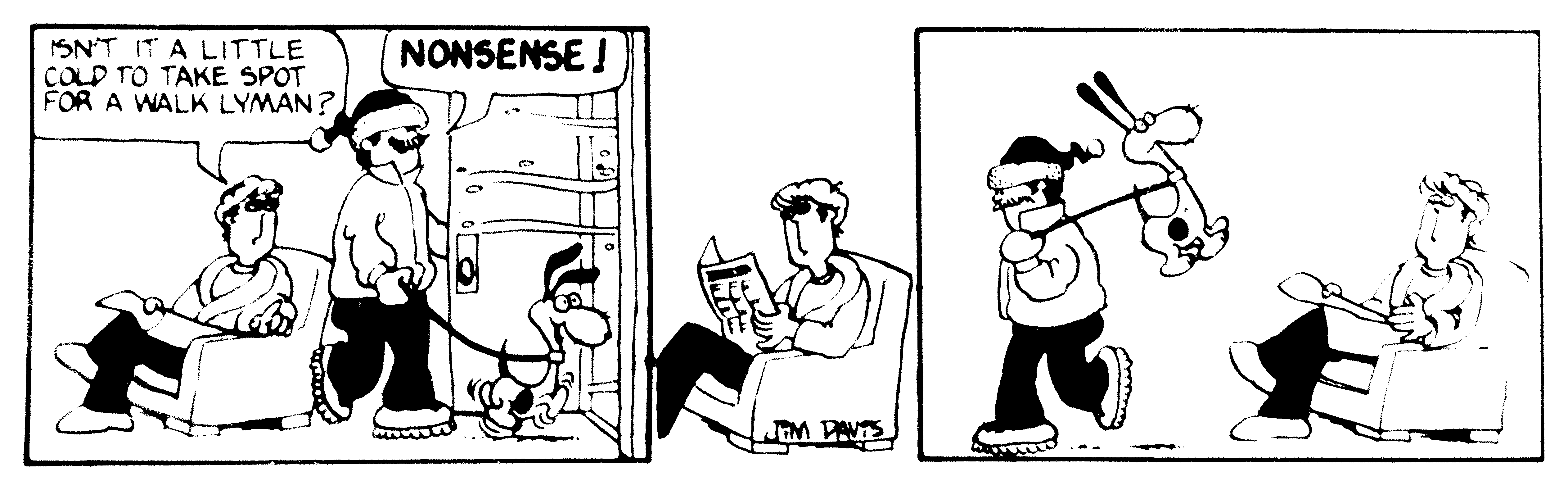
Dans la série antérieure, nommée Jon et parue dans le Pendleton Times entre 1976 et 1978, un chien du nom de « spot » a déjà les caractéristiques d'Odie, avant d'être renommé ainsi.

Odie est le deuxième personnage de la saga, si on met de côté Jon Arbuckle, le propriétaire de Garfield. C'est un chien jaune aux grandes oreilles marron, à la langue surdimensionnée, puante et bavante, perpétuellement souriant et heureux, ne sachant jamais parler, quasi insouciant… et surtout très peu intelligent. Selon Garfield il est le croisement d'un Beagle et d'une Jack Russell Terrier. Dans certains cas, il pense comme Garfield. Odie est le seul personnage à ne pas avoir sa bulle (à quelques exceptions près), et agit comme un chien normal.
Odie est le souffre-douleur de Garfield, qui voit en son compagnon l'incarnation même de la bêtise de la race canine et en parallèle la preuve de la supériorité des chats. Ce qui justifie aux yeux de Garfield les 1001 tours pendables qu'il joue au pauvre Odie, dont le statut de souffre-douleur est devenu un des thèmes récurrents de la saga depuis 40 ans. Pour autant, Odie semble s'être parfaitement adapté à cette situation, et ne semble en tenir nullement rigueur à Garfield : ce dernier n'hésite d'ailleurs à mobiliser l'incroyable loyauté (et résistance !) de ce brave toutou lorsqu'il s'agit notamment de projets de grande envergure (chercher les cadeaux de Noël, comploter en commun contre Jon, etc.) Garfield ne l'avouera sans doute jamais (du moins en public) mais Odie, tout idiot soit-il, est et restera son meilleur ami pour toujours ! 
À l'origine, Odie était l'animal de compagnie de Lyman, le colocataire de Jon. Lorsque Lyman a disparu de la bande dessinée, Odie est resté avec Jon.

## Adaptations
Dans la série d'animation Garfield et Cie, Garfield et Odie semblent être de très bon amis par rapport à la bande dessinée, ce qui n'empêche pas Garfield d'être égoïste envers Odie. Odie apparaît également dans Garfield, le film.